# Montailleur
Montailleur település Franciaországban, Savoie megyében. Lakosainak száma 664 fő (2022. január 1.). Montailleur Aiton, Cléry, École, Grésy-sur-Isère, Sainte-Hélène-sur-Isère és Saint-Vital községekkel határos.

## Népesség
A település népességének változása:
| Lakosok száma | 661  | 681  | 695  | 679  | 679  | 678  | 671  | 669  | 664  |
|               | 2013 | 2015 | 2016 | 2017 | 2018 | 2019 | 2020 | 2021 | 2022 |